# Colt Model 1903 Pocket Hammerless
A Colt Model 1903 Pocket Hammerless é uma pistola semiautomática de calibre .32 ACP, projetada por John Browning e construída pela Colt. O Colt Model 1908 Pocket Hammerless é uma variante introduzida cinco anos depois, no calibre .380 ACP. Apesar do título, o Modelo 1903 possui um cão. O cão fica coberto e escondido sob a parte traseira do ferrolho, o que permite que a pistola seja carregada e retirada do bolso de forma rápida e suave, sem prender na roupa.

## História
Aproximadamente 570.000 Colt Pocket Hammerless foram produzidas entre 1903 e 1945, em cinco variantes diferentes. Algumas foram introduzidas para oficiais generais do Exército e da Força Aérea dos EUA desde a Segunda Guerra Mundial até a década de 1970. Estas pistolas foram então substituídos em 1972 pelo Colt M15, da RIA, uma versão compacta da M1911A1.
A Polícia Municipal de Xangai emitiu o M1908 para seus policiais nas décadas de 1920 e 1930, sendo um modelo popular entre a polícia dos EUA, como o vários departamentos como o Departamento de Polícia de Boston utilizando a Pocket Hammerless.
Além de proprietários legais, muitos gângsteres e criminosos da era pré-Segunda Guerra Mundial preferiam as duas variantes da Colt Pocket Hammerless porque eram relativamente pequenas e fáceis de esconder em si. Diz-se que Al Capone mantinha uma no bolso do casaco e que Bonnie Parker usou uma para tirar Clyde Barrow da prisão, depois de contrabandeá-la para dentro da mesma, prendendo-a com fita adesiva na coxa. O ladrão de bancos John Dillinger carregava este modelo de pistola quando foi baleado por agentes do FBI do lado de fora do teatro Biograph, em 22 de julho de 1934. Outro famoso assaltante de bancos, Willie Sutton, tinha uma quando foi capturado pela polícia em Brooklyn, em 18 de fevereiro de 1952.
A pistola também foi usada em 1931 pelo revolucionário indiano Chandra Shekhar Azad, quando ele cometeu suicídio para evitar ser capturado pela Polícia Imperial Indiana no Parque Alfred, na cidade de Allahabad, Índia.
Existia também uma pistola Colt Model 1903 Pocket Hammer em .38 ACP, mas esse design não tem relação com o Pocket Hammerless. OFN Model 1903 é a pistola que, em termos de design, está mais relacionado ao do Pocket Hammerless, sendo porém fisicamente maior devido à sua câmara no cartucho 9×20mm SR Browning Long.

### Modelos de oficiais generais
Os modelos de oficiais generais geralmente tinham o nome do oficial gravado na mesma. Os homenageados com estas gravações incluem os generais Dwight D. Eisenhower, Omar Bradley, George C. Marshall e George S. Patton. O modelo 1908 de Patton, por exemplo, foi embelezado com três (mais tarde quatro) estrelas nos painéis do punho, para denotar sua classificação. Eles receberam um coldre de couro de alta qualidade, um cinto de couro para pistola com fecho de metal dourado, um cordão de corda para pistola com acessórios de metal dourado e uma bolsa de couro para munição com dois bolsos e fechos de metal dourado. Uma vareta de limpeza e dois carregadores suplentes também foram incluídos nos kits das pistolas. Os generais receberam o Modelo M em calibre .380 ACP até 1950, quando os suprimentos acabaram. Naquela época, eles foram substituídos por modelos em calibre .32 até sua substituição em 1972. A Pocket Hammerless foi substituída pela pistola M15, de calibre .45 ACP. Hoje, o Pocket Hammerless é fabricado pela US Armament e licenciado pela Colt para civis.

## Design

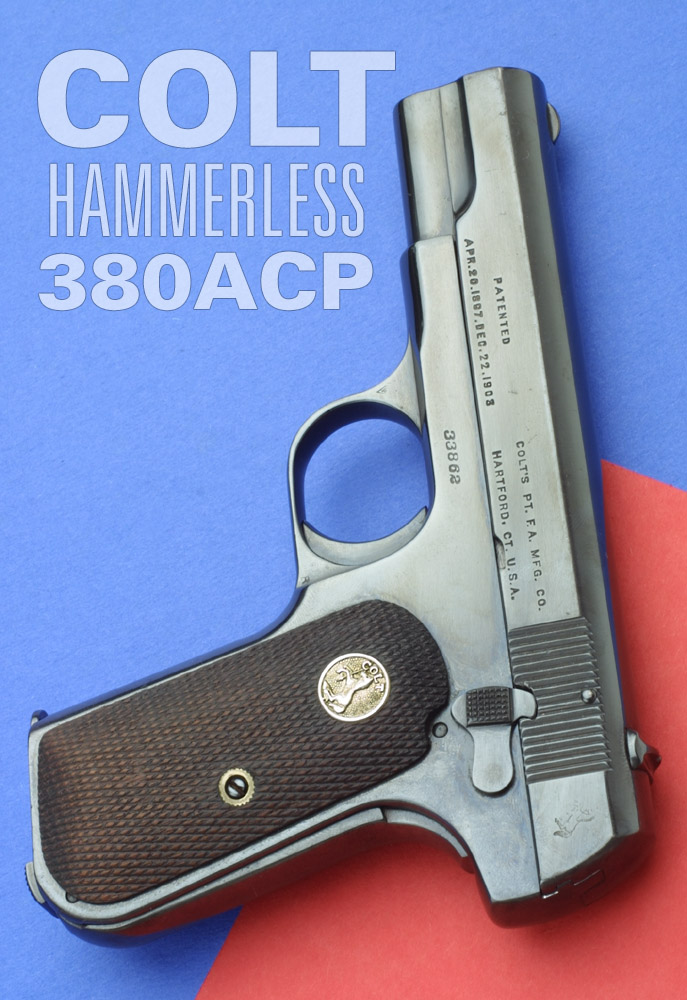
Colt model 1908 Pocket Hammerless em calibre .380 ACP. Seu número de série data a fabricação em 1919.

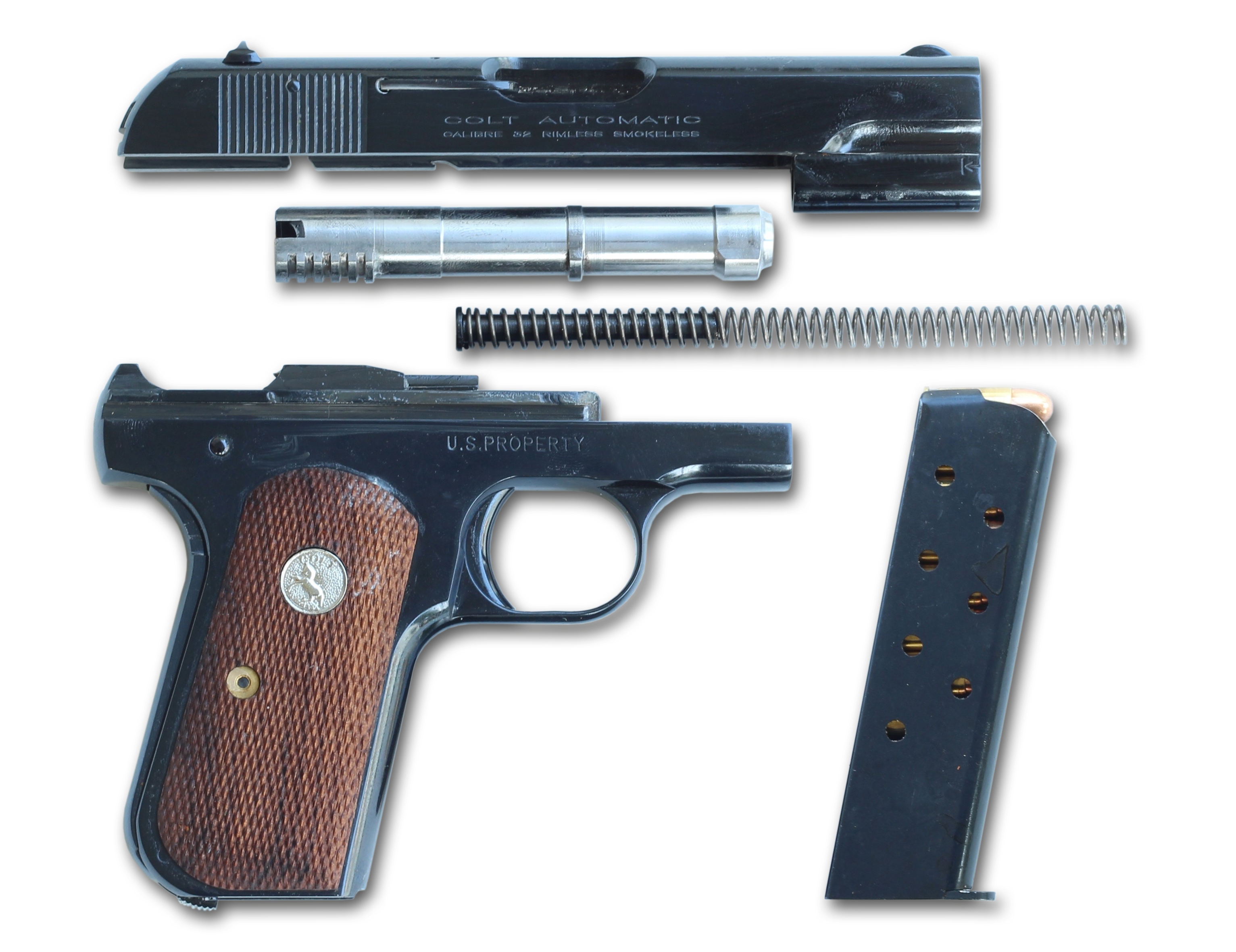
Esta é uma pistola da Colt US Armament do Model 1903. Ele tem todas as principais atualizações, exceto o desconector do carregador, que foi adicionado em 1926. A desmontagem para limpeza se assemelha à pistola Colt .25 "Vest Pocket" de 1906, mas é consideravelmente mais fácil.

Esta pistola é disparada pela ação de um martelo, com este sendo coberto pela parte traseira do slide. A designação "sem martelo" era meramente uma designação publicitária que destacava a adequação particular da pistola para porte oculto. Os recursos especiais do modelo incluem um slide serrilhado para evitar deslizamentos durante o movimento manual do slide e dois mecanismos de segurança (um de segurança de aderência e um de segurança manual). A trava de segurança é uma peça com mola que compõe a alça traseira da pistola. Uma trava de segurança do carregador foi adicionada em modelos posteriores; esse recurso evita que a pistola seja disparada com uma bala na câmara e o carregador removido.
Em 1908, uma versão .380 ACP desta arma foi introduzida ao mercado. Chamado de Model 1908, é quase idêntico ao Model 1903, exceto pelo diâmetro do furo e pelo carregador, que comporta sete cartuchos, um a menos que o Modelo anterior.
As miras são fixas, embora a mira traseira seja ajustável para desvio do vento.
Em outubro de 1944, o design foi modificado com a adição de miras ampliadas, além de um aumento no número de serrilhas do slide de 17 para 19, permitindo também o uso de ferramentas da M1911 na sua modificação e reparação. O modelo .32 ACP também foi alterado de um acabamento azulado para um parkerizado.

## Variantes
- Tipo I: Calibre .32, sem sistema de segurança do carregador, com número de série de 1 a 71,999.[2]
- Tipo II: Calibre .32, com um cano ligeiramente menor que o Tipo I, produzido entre 1908–1910, número de série de SN 72,000 a 105,050.[2]
- Tipo II: Calibre .380, produzida entre 1908–1910, SN 001 até 6250.[2]
- Tipo III: Produzido entre 1910–1926, SN 105,051 até 468,789.[2]
- Tipo IV: Variante com segurança de carregador adicionada.[2]
- Tipo V: Miras militares e segurança de carregador adicionada tanto a versões comerciais e pertencentes ás forças armadas dos EUA. Seriada de SN 468,097 até 554,446.[2]

Havia uma versão M1903 com acabamento militar Parkerizado, que de resto é o mesmo do Modelo IV.

## Curiosidades
O ex-primeiro-ministro japonês Hideki Tojo usou uma Colt model 1903 para tentar suicídio pouco antes de sua prisão por crimes de guerra, em 11 de setembro de 1945. Não sendo sucedido, Tojo acabaria por ser condenado em julgamento e posteriormente executado em 23 de dezembro de 1948. A pistola de Tojo está atualmente em exposição no Memorial MacArthur em Norfolk, Virgínia.
A Colt Modelo 1903 Pocket Hammerless foi usada no assassinato do SS-Obergruppenführer Reinhard Heydrich no Protetorado da Boêmia e Morávia, a 27 de maio de 1942, em Praga. O assassinato foi bem-sucedido devido aos ferimentos sofridos devido á bomba atirada em seu carro.
Na China da Era dos Senhores da Guerra, alguns artesãos caseiros criaram pistolas que eram visualmente semelhantes ao Colt Pocket Hammerless Model 1903, mas diferentes em termos da mecânica geral, como a falta de uma trava de segurança no punho.
Foi também a pistola escolhida por Raymond Westerling, um capitão do Exército Real das Índias Orientais Holandesas. Ele é conhecido por orquestrar operações de contra-guerrilha e por seus supostos crimes de guerra durante a Revolução Nacional Indonésia. O modelo pessoal está agora em exibição no Nationaal Militair Museum em Soesterberg, na Holanda.

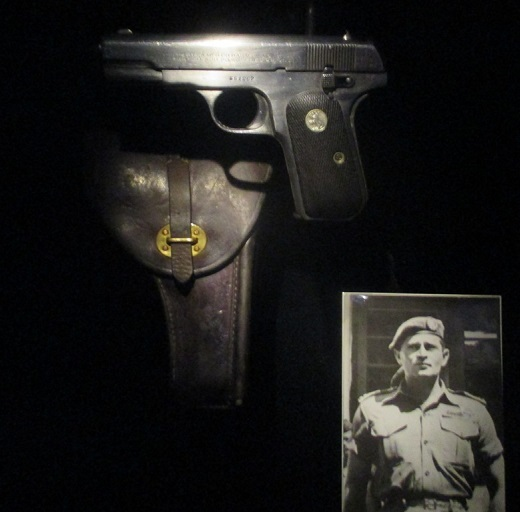
Colt Model 1908 Pocket Hammerless personalizado de Raymond Westerling

## Utilizadores
- Bélgica[6]
- França Livre
- Império do Japão: Adquirido por oficiais.[7]
- Reino Unido: Adquirido durante a Primeira Guerra Mundial; Em 1921, mais foram adquiridas. Milhares seriam recebidas através do lend-lease durante a Segunda Guerra Mundial. Algumas foram entregues á Força Aérea Real.[6][7]
- United States: 200 adquiridas pelo Estaleiro Naval de D.C em 1917, sendo entregue a oficiais de inteligência e outros.[6][8] 20,000 1903s e 1908s foram entregues a oficiais especializados (incluindo a OSS) entre Janeiro de 1942 a Dezembro de 1945.[7]
- Holanda: Adquirida 6.800 entre 1940 e 1942. Algumas foram enviadas para Índias Orientais Neerlandesas.[9]
- Predefinição:Country data Concessão Internacional de Xangai

## Conflitos
- Revolução Nacional Indonésia
- Primeira Guerra Mundial[10]
- Segunda Guerra Mundial

## Links externos
- «Colt 1903 .32 ACP Pocket Hammerless Pistol». Coltautos.com. Consultado em 1 de junho de 2012
- «1903 Colt Model M». Unblinkingeye.com. Consultado em 1 de junho de 2012
- Colt pistol hammerless model 1903 (infographic tech. drawing)
- «Colt Licensed 1903 "Hammerless" General Officer's Pocket Pistol». U.S. Armament Corp. Consultado em 1 de Agosto de 2016. Arquivado do original em 16 de Setembro de 2018